# Süleymaniyemoskén
Süleymaniyemoskén (på turkiska Süleymaniye Camii) är en moské i Istanbul uppförd 1550–1557 efter ritningar av den osmanske arkitekten Mimar Sinan på order av sultan Süleyman I. Det är den största moskén i Istanbul och ett välkänt turistmål.
Süleyman I påbörjade år 1550 byggandet av moskén. Han upplät en rymlig plats norr om den gamla seraljen och ställde till byggmästarens förfogande flera gamla kyrkor och diverse antikt material. Förgården blev rikt utsmyckad, särskilt genom en persisk praktportal i moskéns huvudaxel vid den fjärde av dess flyglar. Vid förgårdens hörn reser sig de fyra minareterna. Den treskeppiga huvudbyggnaden kröns av en väldig, av fyra kvadratiska pelare uppburen kupol som är fem meter högre än den motsvarande på Hagia Sofia.
Alla väggar och pelare i moskéns inre är panelade med brokig marmor, och fondväggen med mihraben är utsmyckad med persiska fajansplattor. De nio fönstren på denna vägg målades av den mest berömda dåtida glasmålaren, Serkosh Ibrahim.

## Bilder

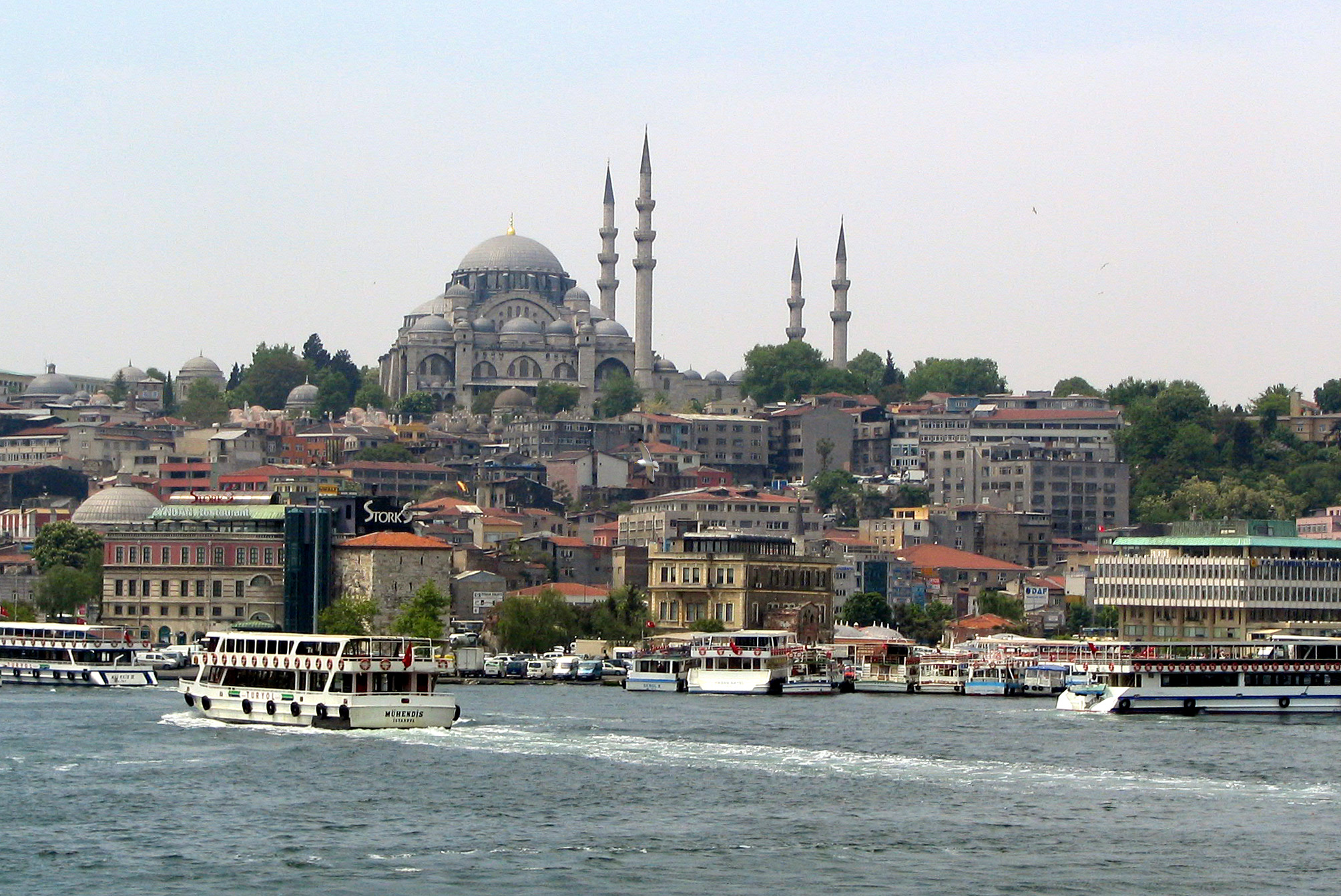
Moskén sedd från Gyllene hornet
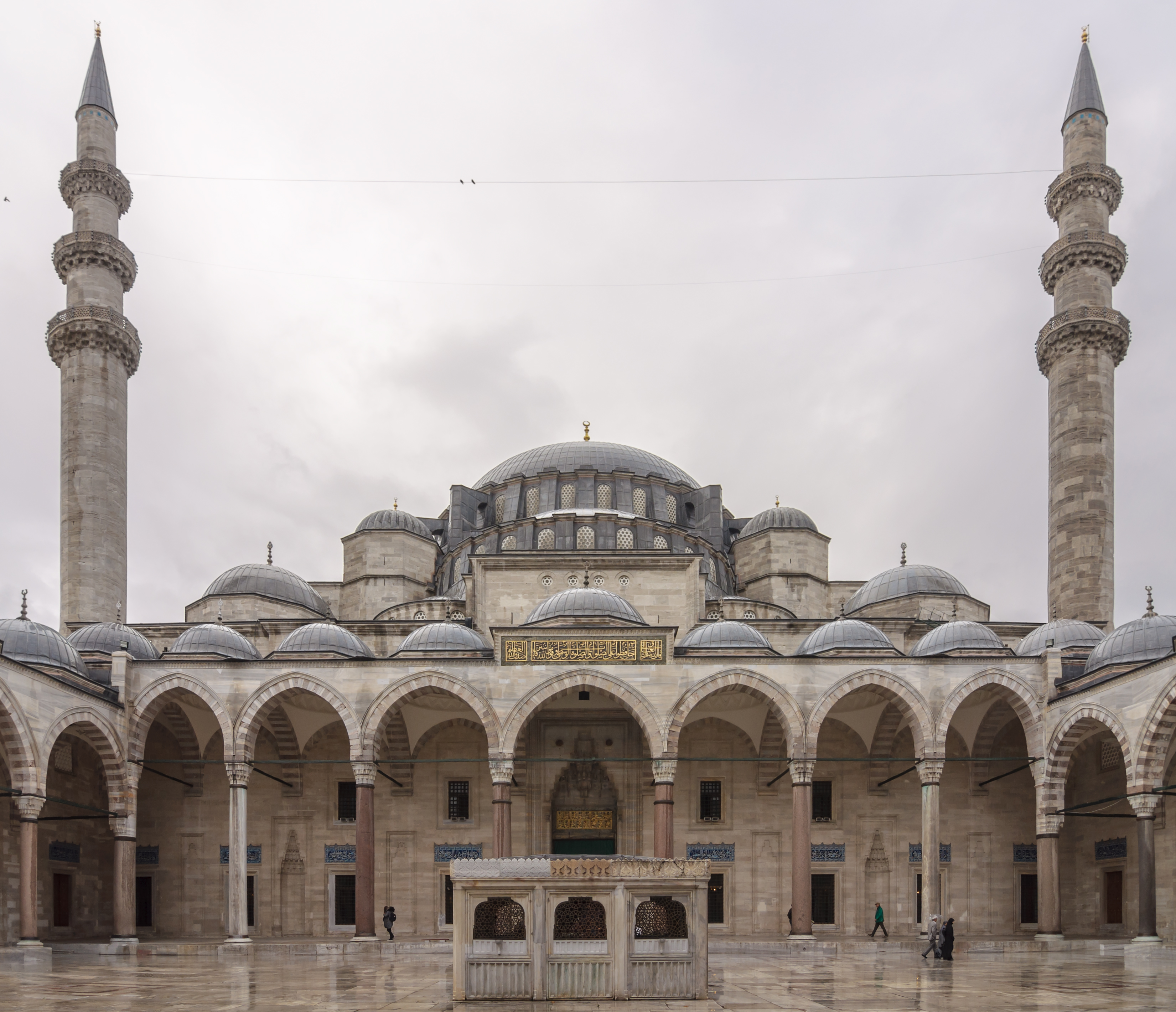
Moskéns gård.
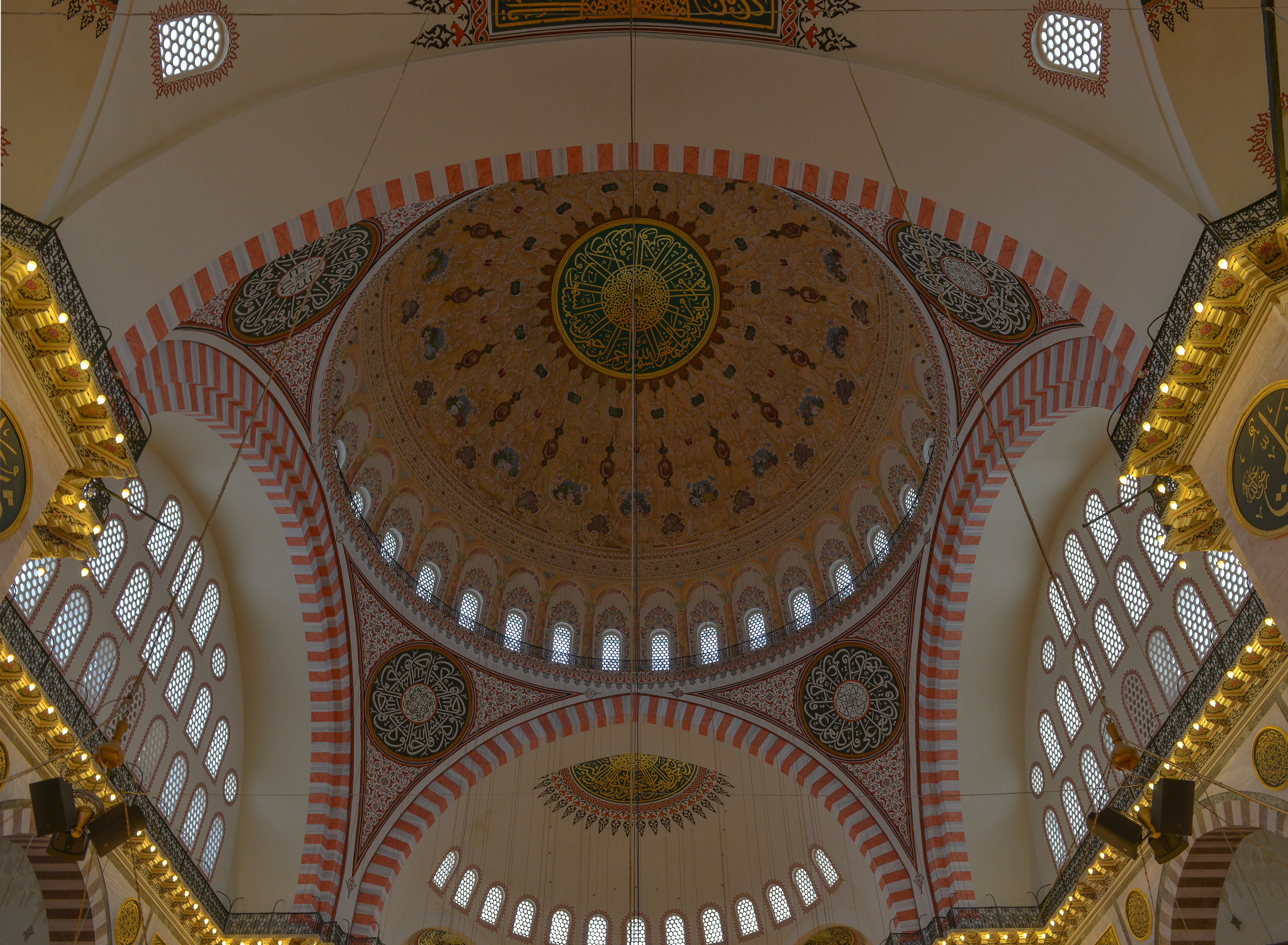
Kupolen.
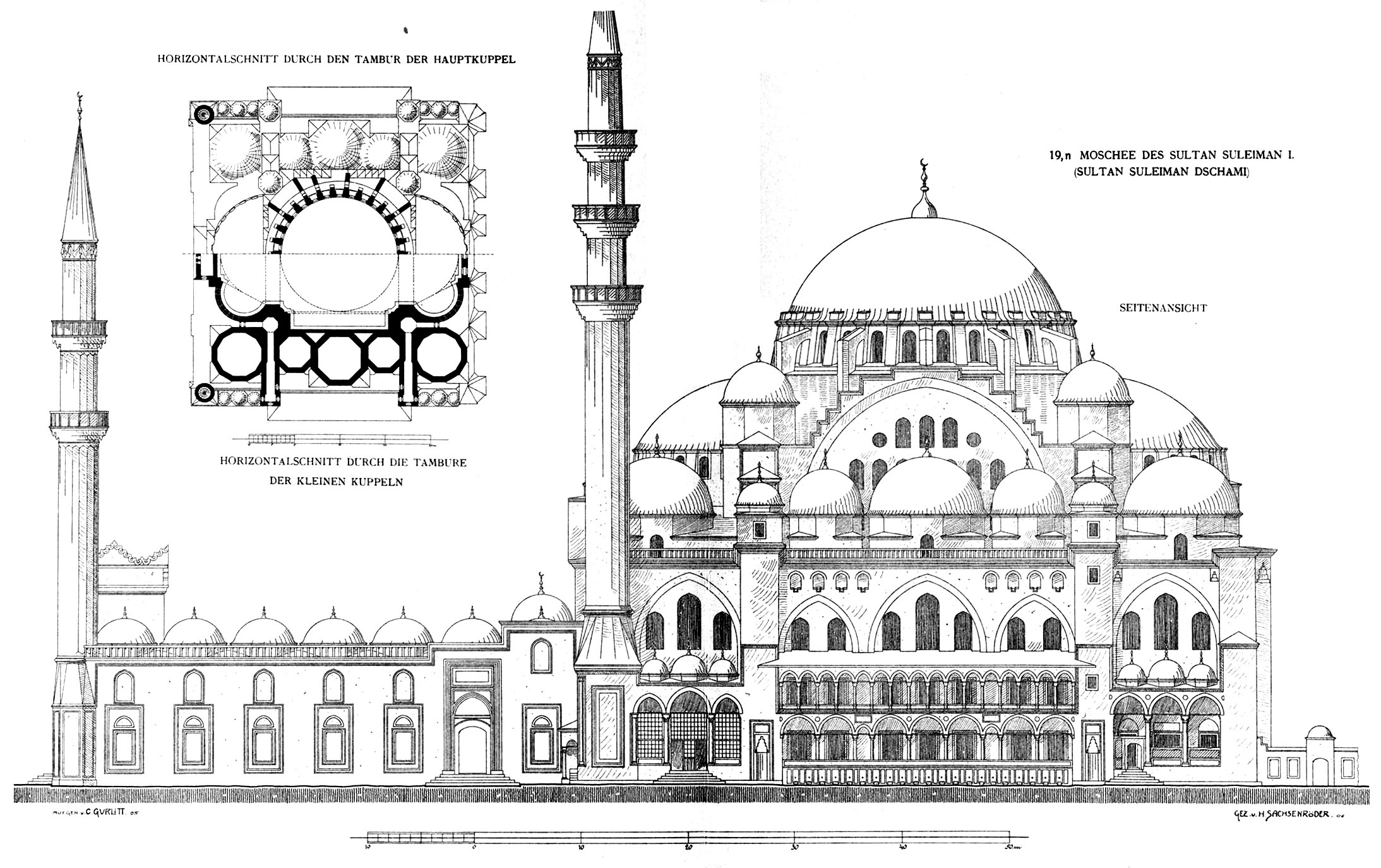
Planritning över moskén från 1912.